# Cendrillon, le spectacle musical
Cendrillon, le spectacle musical est une comédie musicale directement inspirée du conte éponyme, mise en scène par Agnès Boury au théâtre Mogador, à Paris, de 2009 à 2013.

## Distribution originale
- Aurore Delplace / Anaïs Delva : Cendrillon
- Stéphane Neville : le prince charmant
- Franck Vincent : le père/ le chambellan
- Anjaya : la belle mère
- Caroline Röelands : Rachel/la fée
- Lola Ces / Marie Facundo : Suzie
- Isabel Cramaro : Suzon
- Thomas Maurion : Tonino, le frère de cœur de Cendrillon
- Ensemble :
  - Tristan Chapelais
  - Mélusine
  - Marie Facundo
  - Zoltan Zmarzlik
  - Lorelyne Foti
  - Jérémy Legrand

## Équipe technique
- Accessoiriste : Arielle Chanty
- Animation vidéo : Fx Pernin
- Assistante : Caroline Martel
- Casting: Bruno Berberes
- Chapeaux : Rose et Rosa
- Chef de projet : Olivia Guzzo
- Chorégraphie : Caroline Roëlands

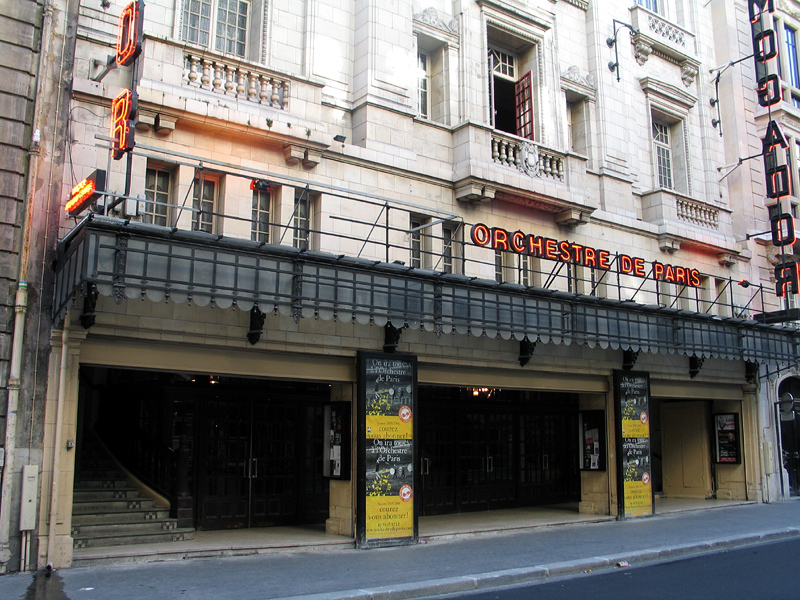
Le Théâtre Mogador, où Cendrillon a été joué durant trois années consécutives.

- Construction du décor : Atelier Jipanco
- Collaboration artistique : Vincent Heden
- Création des costumes : Pascale Bordet/ Bas et Hauts
- Création des décors : Audrey Vuong
- Création des lumières : François Noël
- Équipe captation :
  - Réalisation : Maud Alessandrini/ Agnès Boury
  - Producteur exécutif captation : Xavier Plèche pour Picseyes/ Plan 2
  - Assistante de production : Leonor Martín
  - Moyens Techniques vidéo : AMP
  - Chargé de production : Olivier Pajot
  - Assistante de production : Nelly Crassat
  - Chef d'équipement / mag : Antoine Moreaux
  - Ingénieur vision : Fabien Jan
  - Cadreurs : Samuel Caudal/ Olivier Audiger/ Isabelle Frelat/ Norbert Corne
  - Opérateur Polecam : Christophe Brunet
  - Assistants vidéo : Thomas Sraiki/ Delphine Leger/ Eric Lawson
  - Opérateur son : Alexandre Rocc
  - Assistant son : Emmanuelle Villessot
  - Régisseur : Gaspard Danel
  - Montage : Maud Alessandrini
  - Etalonnage : Fred Fleureau
  - Animation introduction : W2P
  - Post-production : Studio Bastille
  - Mixage: Romain Frydman
  - Editing : Alias/ Romain Frydman
- Équipe technique spectacle :
  - Régisseur général et responsable pré-production : Fabrice Peny
  - Opérateurs lumières : Denis Koransky/ Lionel Massador
  - Poursuiteurs : Thierry Guillaumain/ Julien Baptisto/ Klarys Delchet
  - Superviseur régie : Fabien Juniot
  - Régie plateau : Sylvain Belkhir/ Philippe Salomon
  - Techniciens plateau : Florent Vachier/ Guillaume Debarre/ Steeve Petit
  - Opéateur deck : Thomas Giraud/ Maxime Dion
  - Ingénieurs façade : Romain Frydman/ Maxime Gueroult
  - Techniciens son : Karim Mechri/ Mickael Aillerie
  - Habilleuse : Sandrine Gimenez/ Véronique Taconnet Jeammes/ Francine Gallette
  - Maquilleuse : Jessica Matassa
  - Maquillage : M.A.C Cosmetics
- Livret : Gérald Sibleyras et Étienne de Balasy
- Mise en scène : Agnès Boury
- Perruques : Laurence Bourduge
- Production : Play On
- Stagiaire : Sarah Colas
- Matériels : Ciné Lumières
- Producteurs : Play On/ Lagarderie Active/ Stage Entertainment France

Source : Générique du DVD Cendrillon, le spectacle musical

## Musique du spectacle

### Compositeurs
- Compositeurs : Giora Linenberg/ Alias/ Franklin Ferrand Yankel, Louis d'Arloz
- Auteurs : Gérald Sibleyras/ Etienne de Balasy/ Jean Christophe Emo/ Frederika Stahl/ Aurélie Antolini/ Lionel Florence
- Producteur exécutif de la musique : Florent Bidoyen

| - Ouverture du bal - Suzie & Suzon - C'est mon adieu - Un nouveau chez nous - Les cendres de ma vie - Moi ce que j'aime - L'étincelle | - Parfaitement parfait - La vie de château - Si ce n'était qu'un rêve - La fuite - On aime tous un jour - Le réveil de la maison - Mon destin |

## Conception
Pour Aurore Delplace, son personnage « est une princesse des temps modernes tout en restant romantique et magique, un mélange du classique de Walt Disney et d’un film plus récent, Il était une fois, où il est question d’une Cendrillon décalée ».

## Réception

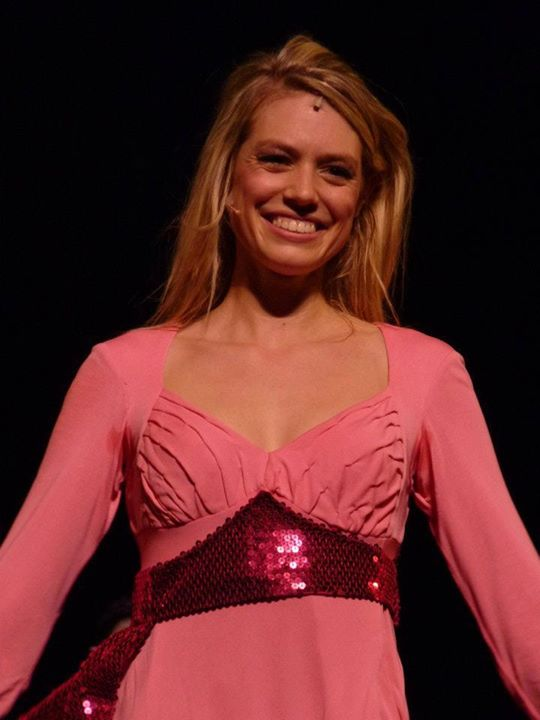
Aurore Delplace, héroïne du spectacle.

Durant ses deux premières années d'exploitation, la comédie musicale réunit 100 000 spectateurs. Le spectacle est également bien accueilli par les critiques.
France-Soir assure qu'il s'agit d'un « triomphe ».
Pour Direct matin, cette Cendrillon « a tous les atouts pour séduire petits et grands » : « Dumas et Collodi ont bercé l'enfance [des] metteurs en scène [qui] ont rivalisé d’imagination pour adapter ces grands classiques à leur époque, avec toujours plus de trouvailles, des effets spéciaux et des interventions vidéo. Côté musique, fini les chants médiévaux, place aux rythmes d’aujourd’hui – certains n’hésitent pas à faire danser des mousquetaires sur du rap. Les enfants en redemandent, et qu’importe les références générationnelles, les recettes du divertissement fonctionnent toujours ».
Le Pariscope évoque « une féerie intemporelle [...] tout simplement sublime ».
Le Parisien affirme qu'il n'y a « aucune fausse note dans ce petit Broadway sur Seine », « Cendrillon y impose son charme pétillant et une folle énergie grâce à la composition explosive de l'épatante Aurore Delplace dans le rôle-titre ».
Europe 1 souligne que « la mise en scène, signée Agnès Boury, est très tonique [...] et très esthétique. Les costumes créés par Pascale Bordet, à la fois contemporains et féériques, plongent les spectateurs dans la magie de ce conte intemporel ».